# Josef Victor Rohon
Josef Victor Rohon (7 maggio 1845 – Praga, 15 marzo 1923) è stato un paleontologo e anatomista tedesco.

## Biografia
Studiò medicina, zoologia e neuroanatomia presso l'Università di Vienna, dove fu influenzato da Theodor Meynert (1833-1892), Carl Claus (1835-1899), Hans Kundrat (1845-1893) e da Eduard Albert (1841-1900). Nel 1884 si laureò in magna cum laude a Monaco di Baviera, dove trascorso anche degli anni a fare ricerche paleontologiche.
A Monaco, inoltre, lavorò a stretto contatto con Karl Alfred von Zittel (1839-1904), dal quale facevano ricerche anatomiche sui conodonti.
Nella primavera del 1888 si trasferì a San Pietroburgo, dove lavorò come tutore privato fino al 1895. Successivamente, fu professore associato di istologia (successivamente di embriologia) presso il Karl-Ferdinands-Universität di Praga. Nel febbraio del 1903 raggiunse una professione di istologia e embriologia.
Il suo nome è associato alle "cellule Rohon-Beard", definite come grandi neuroni meccanocettori che si trovano nel dorso spinale dorsale di pesci e anfibi. Le cellule Rohon-Beard sono presenti solo nelle fasi di nascita.

## Opere principali
- Das Centralorgan des Nervensystems der Selachier, 1877.
- Über den Ursprung des Nervus vagus bei Selachiern mit Berücksichtigung der Lobi electrici von Torpedo, 1878.
- Untersuchungen über Amphioxus lanceolatus, 1882
- Über den Ursprung des Nervus acusticus bei Petromyzonten, 1882.
- Zur Anatomie der Hirnwindungen bei den Primaten, 1884.
- Über unter-Silurische Fische 1889.
- Über fossile Fische vom Oberen Jenissei 1889.
- Die Dendrodonten des Devonischen Systems in Russland 1889.[3][4]